# Orest Kuzyk
Orest Tarasovyč Kuzyk (in ucraino Орест Тарасович Кузик?; Leopoli, 17 maggio 1995) è un calciatore ucraino, centrocampista del Karpaty L'viv.

## Statistiche
Statistiche aggiornate al 29 ottobre 2023.

### Presenze e reti nei club
| Stagione        | Squadra         | Campionato      | Campionato | Campionato | Coppe nazionali | Coppe nazionali | Coppe nazionali | Coppe continentali | Coppe continentali | Coppe continentali | Altre coppe | Altre coppe | Altre coppe | Totale | Totale | Totale |
| Stagione        | Squadra         | Comp            | Pres       | Reti       | Comp            | Pres            | Reti            | Comp               | Pres               | Reti               | Comp        | Pres        | Reti        | Pres   | Reti   |        |
| --------------- | --------------- | --------------- | ---------- | ---------- | --------------- | --------------- | --------------- | ------------------ | ------------------ | ------------------ | ----------- | ----------- | ----------- | ------ | ------ | ------ |
| 2019-2020       | Desna Černihiv  | PL              | 20         | 1          | CU              | 1               | 0               |                    | -                  | -                  |             | -           | -           | 21     | 0      |        |
| Totale carriera | Totale carriera | Totale carriera | 20         | 1          |                 | 1               | 0               |                    | 0                  | 0                  |             | -           | -           | 21     | 1      |        |